# Canto del cielo perduto
(Frase di Mana a Ciel)
Canto del cielo perduto (空夢のうた?, Sorayume no uta) è il primo manga di Yuana Kazumi. L'opera è uscita in Giappone nel 2001 ed in Italia nel giugno del 2007. Il fumetto è un volume unico che raccoglie due storie brevi: Canto del cielo perduto e Il dominio delle stelle, che narrano la stessa vicenda raccontata da due punti di vista diversi.

## Trama

### Canto del cielo perduto
Nel futuro l'umanità è costretta a rifugiarsi sottoterra per colpa dell'inquinamento provocato dall'ultima guerra. Mana sogna di riportare gli esseri umani in superficie con il progetto dell'istituto di cui è a capo suo nonno, per poter così rivedere il cielo. I due sono in possesso di Ciel, un vecchio sbant (robot) che mentre canta crea proiezioni olografiche di ciò che ricorda della superficie, tranne il cielo. Un giorno, Kunio (padre di Mana) e la moglie uccidono il nonno furiosi per la volontà espressa nel suo testamento; Ciel, sconvolto dalla scena a cui assiste, impazzisce e li ferisce a morte. Quando Mana torna e scopre cosa è successo, Ciel torna in sé e fugge spaventato dimenticando l'accaduto. Incontra casualmente Jam, Iku Fujiwara ed il fratello Yu, membri del club "Cielo blu", che decidono di aiutarlo a vedere il cielo.

### Il dominio delle stelle
Ar è uno sbant ritrovato dalla polizia in pessime condizioni, che viene mandato in laboratorio per essere riparato dalla dottoressa Hazuki, una ragazza che tenta di riportare in vita il fidanzato morto racchiudendo la sua anima dentro lo sbant, in quanto lui desiderava morire. L'esperimento non riesce ed Ar diventa un contenitore vuoto senza pietà, ma la sua coscienza non si estingue completamente. Mentre si scontra con Ciel, nel laboratorio scoppia un incendio ed Hazuki rimane coinvolta.

## Personaggi
- Ciel è un vecchio sbant che ha perso la memoria. Quando canta crea proiezioni olografiche dei suoi ricordi sulla superficie terrestre, ma non riesce mai a mostrare il cielo a Mana ed al nonno, che vorrebbero vederlo. L'avere queste caratteristiche che lo differenziano dagli altri sbant gli fanno pensare di essere difettoso, ma questo l'aiuterà a sviluppare una personalità propria. Dopo aver ferito Kunio e la moglie a morte ed aver sconvolto Mana, fugge ed incontra Iku. In seguito, si scontra con Ar.
- Ar è uno sbant ritrovato in superficie. Il suo unico desiderio è morire e per questo cede ad Hazuki il suo stesso corpo per fargli da contenitore per l'anima dell'ex-fidanzato, ma questo lo trasformerà in una macchina assassina. Nonostante la sua aggressività, è l'idolo delle folle ed è considerato l'ultimo eroe del ventunesimo secolo; l'unica a conoscere la sua vera personalità è Hazuki.
- Mana è il successore del progetto per far ritornare l'umanità sulla superficie. Desidera più di ogni altra cosa vedere il cielo, per questo prega più volte Ciel di mostrarglielo nelle sue proiezioni olografiche, senza successo. Rimane sconvolta quando scopre che Ciel ha trucidato la madre e quasi ucciso il padre e per questo perde la memoria.
- Hazuki è la dottoressa che ripara Ar. Non riesce a superare il trauma di aver perso il suo fidanzato, e per questo ha rinchiuso la sua anima ed è alla continua ricerca di un contenitore adatto. In Ar troverà tutte le caratteristiche necessarie, ma l'esperimento fallisce.
- Iku è una ragazza allegra che incontra Ciel per caso quando questo stava fuggendo. Fa parte del club "Cielo blu" e sogna un giorno di poter vedere il cielo, per questo cerca di raccogliere fondi cantando per strada insieme a Jam ed al fratello Yu. Quando sente che Ciel vuole vedere il cielo decide subito di aiutarlo.

## Creazione e sviluppo
La storia doveva inizialmente essere autoconclusiva, poi si decise di fare una storia breve in due puntate. In origine il ragazzo che Ciel accompagna a vedere il cielo, doveva essere il nonno di Jam.